# نوربرت اشمیتز
نوربرت اشمیتز (انگلیسی: Norbert Schmitz; ۲۷ دسامبر ۱۹۵۸ – ۶ آوریل ۱۹۹۸) بازیکن فوتبال اهل آلمان بود.
از باشگاه‌هایی که در آن بازی کرده‌است می‌توان به باشگاه فوتبال اس‌سی فورتونا کلن و باشگاه فوتبال کلن اشاره کرد.